# READY?
『READY?』（レディ?）は、V6の11作目のスタジオ・アルバム。2010年3月31日にavex traxから発売された。

## 概要
初回限定盤A（CD+DVD）、初回限定盤B（CD+CD）、通常盤（CDのみ）の3形態がリリースされた。ジャケットはメンバー全員カメラを持っている。

## 収録曲

### CD
※シングル曲の詳細はそのページを参照。
1. Portraits 〜prologue〜
作詞：古屋真、作曲：HIKARI、編曲：佐藤トモ
  - 本作収録曲「Portraits」のショートバージョン
2. GUILTY
作詞：KAORU、Rap詞・作曲:Kohei by SIMONSAYS、編曲:陶山隼
  - 36thシングル
3. スピリット
作詞・作曲：清水昭男、編曲：鈴木雅也、弦楽アレンジ：佐藤トモ
  - 35thシングル
4. 星が降る夜でも
作詞・作曲・編曲：Shige Yamamoto
  - 本作のリードトラック
  - フジテレビ系「VivaVivaV6」テーマソング
5. Swing!
作詞・作曲：井手コウジ、編曲：吉岡たく
  - 34thシングルの2曲目
6. 蝶
作詞：キノシタトモヤ、作曲：加藤裕介、編曲：加藤裕介・陶山隼、コーラスアレンジ：鈴木弘明
  - 33rdシングル
7. will
作詞：KOMU、作曲・編曲：Quadraphonic
  - フジテレビ系「VivaVivaV6」テーマソング
  - TBS系「新知識階級 クマグス」テーマソング
8. Air
作詞：H．U．B. 作曲・編曲：Daisuke“D．I”Imai
  - フジテレビ系「VivaVivaV6」テーマソング
9. RADIO MAGIC
作詞：Yuki Shirai、作曲・編曲：CUBE JUICE
  - フジテレビ系「VivaVivaV6」テーマソング
10. way of life
作詞：Shihomi、作曲：Hiroo Yamaguchi、編曲：h-wonder、コーラスアレンジ：Hiroaki Suzuki
  - 32ndシングル
11. LIGHT IN YOUR HEART
作詞：KOMU、作曲：加藤裕介、編曲：Yoshimasa Kawabata、 コーラスアレンジ：鈴木弘明
  - 34thシングルの1曲目
12. Bouquet
作詞：KOMU、作曲：COZZi、 編曲：ats-　
  - フジテレビ系「VivaVivaV6」テーマソング
13. Portraits
作詞：古屋真、作曲・編曲：HIKARI
  - 本作収録曲「Portraits 〜prologue〜」のフルバージョン
  - フジテレビ系「VivaVivaV6」テーマソング
14. SILENT GALAXY
作詞：KOMU、作曲/編曲：HIKARI
通常盤（初回出荷分）のみ収録。

### DVD
※初回限定盤Aのみ
- トニセン・カミセンによる副音声収録（1〜6のみ）。

1. way of life (MUSIC VIDEO)
2. 蝶 (MUSIC VIDEO)
3. LIGHT IN YOUR HEART (MUSIC VIDEO)
4. Swing! (MUSIC VIDEO)
5. スピリット (MUSIC VIDEO)
6. GUILTY (MUSIC VIDEO)
7. 星が降る夜でも (MUSIC VIDEO)
8. Making of way of life (MUSIC VIDEO MAKING)
9. Making of  蝶 (MUSIC VIDEO MAKING)
10. Making of LIGHT IN YOUR HEART (MUSIC VIDEO MAKING)
11. Making of Swing! (MUSIC VIDEO MAKING)
12. Making of スピリット (MUSIC VIDEO MAKING)
13. Making of GUILTY (MUSIC VIDEO MAKING)

### BONUS CD
※初回限定盤Bのみ
1. DANCING MACHINE【Song by Naohisa Taniguchi & Gota Nishidera from NONA REEVES】- 20th Century
作詞・作曲・編曲：Naohisa Taniguchi・Gota Nishidera
2. Happy Happy Birthday! - 坂本昌行
作詞・作曲・編曲：Kazuto Narumi
3. 桜色桜風 - 長野博
作詞：IOCHI、作曲：HIKARI、編曲：久米康隆
4. 遠いところまで【Song by 御徒町凧,森山直太朗】- 井ノ原快彦
作詞：御徒町凧、作曲・編曲：森山直太朗
5. Magical Mystery Song【Song by Shigeo from SBK】- Coming Century
作詞・作曲・編曲：Shigeo
6. 官尾（読み：かんび）- 森田剛
作詞：KOMU・Shingo Asari、作曲・編曲：Shingo Asari
7. ”悲しいほどに ア・イ・ド・ル” 〜ガラスの靴〜【Song by Micro】- 三宅健
作詞：Micro・Tarantula、作曲・編曲：Micro
8. ヨロコビノウタ - 岡田准一
作詞：KOMU、作曲・編曲：KOMU・YU

## ライブ・パフォーマンス
星が降る夜でも
- 『ザ少年倶楽部プレミアム』（2010年3月21日、NHK BSプレミアム）
テレビ初披露

will
- 『ザ少年倶楽部プレミアム』（2010年3月21日、NHK BSプレミアム）
テレビ初披露